# John Theodore Heins
John Theodore (auch Dietrich oder Dirk) Heins (* etwa 1697; † 10. August 1756 in Norwich) war ein britischer Maler und Kupferstecher deutscher Herkunft. Er gehörte zu den führenden Norwicher Porträtmalern des 18. Jahrhunderts.

## Leben
Heins stammte wohl ursprünglich aus dem deutschen Raum. Um 1720 wanderte er nach England aus und machte sich in Norwich ansässig, wo er als Maler wirkte. Norwich war bis in die 1730er Jahre hinein nach London die zweitbedeutendste Stadt und galt als kosmopolitisch.
Schon bald nach seiner Ankunft erhielt Heins eine Reihe von offiziellen Aufträgen von örtlichen Honoratioren. Die Bilder waren in der St. Andrew’s Hall und anderen öffentlichen Gebäuden zu sehen. Bereits Ende der 1720er Jahre hatte er sich ein Ansehen erarbeitet, das erst um 1746 durch den englischen Porträtmaler Thomas Bardwell herausgefordert wurde. Unter Heins’ Auftraggebern waren u. a. Sänger und Musiker, im Besonderen malte er mehrere (ehemalige) Bürgermeister von Norwich wie Francis Arnam und Robert Marsh (1732). Seine Bürgermeisterporträts in Amtstracht von 1737 und 1738 deuten auf den Versuch einer chronologischen Sequenz hin.
Er signierte seine frühen Werke mit D. Heins, wobei das D. für Dietrich stand, einer deutschen Form von Theodore. Um 1730 änderte er seine Signatur in Heins. In Magazinen seiner Zeit wurde er bisweilen Heyns genannt. Im Jahre 1726 entstand ein Selbstporträt, das heute im Norwich Castle Museum and Art Gallery ausgestellt ist.
In den 1730er/40er Jahren wurde er gelegentlich von Familien in den Grafschaften Norfolk und Suffolk in East Anglia beauftragt. So malte er 1731 sechs Porträts der Familie Gainsborough. Mehrere Gemälde entstanden auch für die honorige, mit den Niederlanden verbandelte Familie Astley aus Melton Constable: Dazu zählen Edward and Blanche Astley (1732) und A Musical Party at Melton Constable Hall (1734). In Letzteres, das 1985 bei Christie’s versteigert wurde, baute er sich selbst ein. 1737 malte er die Mutter des nachmaligen Dichters William Cowper. Durch dieses Gemälde ließ sich Cowper 1798 zum Gedicht On the Receipt of my Mother’s Picture out of Norfolk inspirieren. 1743 fertigte er ein Porträt des ehemaligen britischen Premierministers Sir Robert Walpole an, der als einer der meistporträtierten Personen seiner Zeit galt. Im selben Jahr entstand auch ein Porträt für John Hobart, den späteren ersten Earl of Buckinghamshire.
Um 1740 porträtierte er den deutsch-britischen Barockkomponisten Georg Friedrich Händel. Das Werk wurde ihm erst wieder 2005 zugerechnet, nachdem es auf einer Auktion in Köln aufgetaucht war und sich heute als Dauerleihgabe der Stiftung der Saalesparkasse im Händel-Haus in Halle (Saale) befindet.
Darüber hinaus widmete er sich in seiner Genremalerei auch moralischen Aspekten. So thematisieren die Werke Thomas Guy Counting his Money (1737) und The Death of Thomas Guy (1737), die im Norwich Castle Museum and Art Gallery zu sehen sind, den als Geizhals verschriehenen Guy’s Hospital-Gründer Thomas Guy.
Der Kupferstecher Joseph Strutt nahm ihn in sein Biographical Dictionary of Engravers (1786) auf. Ende der 1730er Jahre experimentierte Heins mit Radierung und Schabkunst wie Werke über Robert Camell und Bischof Thomas Gooch zeigen. Einige seiner Bilder wurden von George Vertue und Jacobus Houbraken als Gravuren veröffentlicht.
Heins war mit Abigail Heins verheiratet und Vater von zwei Kindern. Sein Sohn John Heins (1732–1771) wurde ebenfalls Maler.